# Závadka nad Hronom obec (przystanek kolejowy)
Závadka nad Hronom obec – przystanek kolejowy znajdujący się we wsi Závadka nad Hronom w kraju bańskobystrzyckim na linii kolejowej 172 Banská Bystrica – Červená Skala na Słowacji.